# نيكلاس هولت
نيكلاس هولت (بالسويدية: Niklas Hult) هو لاعب كرة قدم سويدي في مركز الهجوم والوسط ولد في يوم 13 فبراير 1990 في بلدة فارنامو في السويد، يلعب حالياً مع نادي باناثينايكوس وسبق له اللعب مع نادي فارنامو ونادي إلفسبورغ ونادي نيس، في سنة 2012 بدأ باللعب مع منتخب اليونان لكرة القدم في سنة 2012.

## روابط خارجية
- نيكلاس هولت على موقع الاتحاد الأوربي (الإنجليزية)
- نيكلاس هولت على موقع اتحاد السويد (السويدية)
- نيكلاس هولت على موقع قاعدة بيانات كرة القدم.إي يو (الإنجليزية)
- نيكلاس هولت على موقع ناشيونال فوتبول تيمز (الإنجليزية)
- نيكلاس هولت على موقع Soccerway.com (الإنجليزية)
- نيكلاس هولت على موقع عالم كرة القدم.نت (الإنجليزية)
- نيكلاس هولت على موقع AS.com (الإسبانية)